# Movimiento de la Marcha sobre Washington

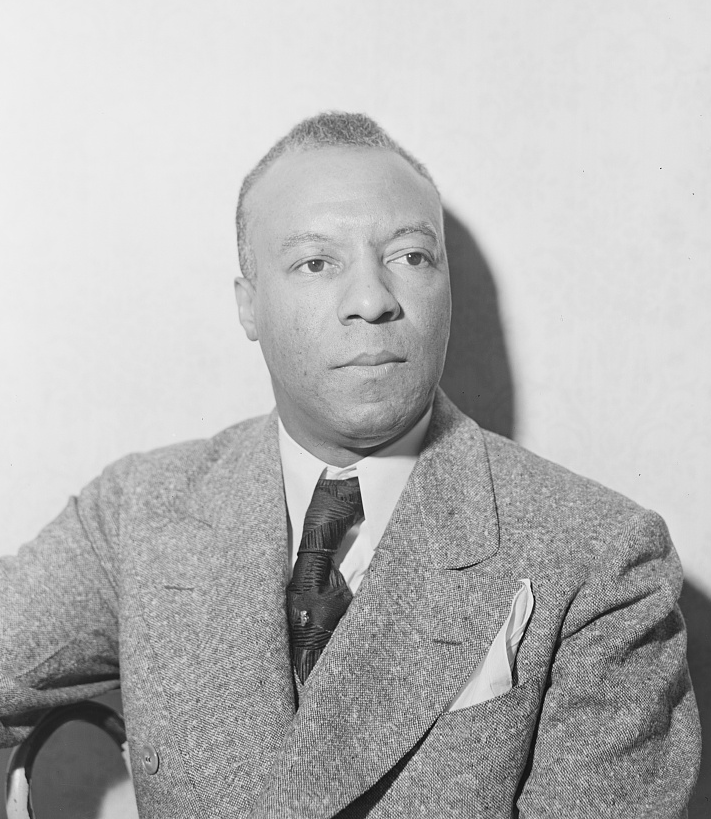
Philip Randolph (cabeza y hombros, vestido con chaqueta y corbata). Fotografía de gelatina de plata.

El Movimiento de la Marcha sobre Washington (en inglés, March on Washington Movement o MOWM), de 1941 a 1946, fue creado por A. Philip Randolph y Bayard Rustin como una herramienta para organizar una marcha masiva en Washington D. C., con el objetivo de presionar al gobierno de los Estados Unidos para abolir la segregación racial en las fuerzas armadas y proporcionar oportunidades de trabajo justas para los afroamericanos. A pesar de su nombre, el Movimiento de la Marcha sobre Washington no condujo a una marcha real en Washington durante este periodo, ya que se cumplieron las peticiones de Randolph antes de organizarla. Martin Luther King fue muy influenciado por Randolph y sus ideales.

## Antecedentes

### El estado de la nación
En el período previo a la entrada de Estados Unidos en la Segunda Guerra Mundial, hubo una toma de conciencia mayor por parte de la comunidad negra respecto de la hipocresía de defender a Estados Unidos contra el racismo nazi al mismo tiempo que se permitía la discriminación en todos los sectores de la vida y los negocios en los Estados Unidos.
Hacia el otoño de 1940, la economía estadounidense estaba saliendo de la Gran Depresión. El auge en la defensa benefició a los blancos, pero a los trabajadores negros se les negaron estas oportunidades debido a la discriminación racial en estos campos. Algunos programas de capacitación establecidos por el gobierno incluso excluyeron a los negros ya que se suponía que eran demasiado tontos para poder formarlos, y muchos trabajadores negros cualificados con la formación adecuada fueron despachados. El presidente de la North American Aviation Co., ese mismo año, fue citado diciendo que «Si bien apoyamos completamente a los negros, está en contra de la política de la empresa contratarlos como trabajadores o mecánicos de aviones (...) independientemente de su formación (...) Podrá haber algunos lugares de trabajo para los negros como empleados de limpieza». Fue en este clima que nació el Movimiento de la Marcha sobre Washington.

### Finalidad de la marcha
El Movimiento de la Marcha sobre Washington fue un intento de presionar al gobierno de los Estados Unidos y al presidente Franklin D. Roosevelt para establecer protecciones contra la discriminación. A. Philip Randolph fue la fuerza impulsora detrás del movimiento. Randolph formó y lideró el sindicato Brotherhood of Sleeping Car Porters (traducido al español, Hermandad de Maleteros de Coches-cama). Comenzó en 1925, y su experiencia en la organización de base y la participación sindical le proporcionó una base para su liderazgo en el movimiento, donde la organización de miembros de las clases media y baja fue muy importante. El método de Randolph de independencia respecto de las fuentes de poder blancas se evidenció cuando dijo del movimiento que, «Si cuesta dinero financiar una marcha sobre Washington, dejen a los negros pagar por ello. Si se realizan sacrificios por los derechos de los negros en la defensa nacional, dejen a los negros hacerlos...».

## Liderazgo
El liderazgo y la estrategia de Randolph definen la naturaleza del Movimiento de la Marcha sobre Washington. Su confianza en el activismo de base y los medios de comunicación y las organizaciones afroamericanas se remonta a su infancia. Su padre era un predicador de la Iglesia Episcopal Metodista Africana, donde Randolph escuchó los feligreses quejarse del estado de las relaciones raciales y la discriminación. Él y su hermano fueron a clases particulares y les enseñaron a creer que eran «tan intelectualmente competentes como cualquier blanco». Los objetivos de Randolph no fueron menos ambiciosos que su carácter y su retórica. El 26 de septiembre de 1942, tras la influencia del movimiento en el cambio de la política en Washington, Randolph reiteró que la lucha debía seguir su curso, aunque se hubieran obtenido algunos avances. Dijo: «A menos que esta guerra signifique la sentencia de muerte de los viejos sistemas imperiales anglo-americanos, de la desafortunada historia que es la explotación para el beneficio y el poder de una economía monopolista capitalista, se habrá luchado en vano».

### Las mujeres en el movimiento
El Women's Auxiliary (Traducido al español, Auxiliar de Mujeres) fue un grupo compuesto mayoritariamente por mujeres y familiares de la Brotherhood of Sleeping Car Porters. Eran activas en el movimiento principalmente en la recaudación de fondos y el trabajo comunitario, además de trabajar ampliamente en promover ideas como los «conceptos de mayoría de edad de los negros, respetabilidad de las mujeres, y conciencia de clase».

## Cronología
Los primeros esfuerzos de presionar para eliminar la segregación en el ejército anteriores a 1941 no convencieron al presidente Roosevelt de tomar medidas. El 27 de septiembre de 1940, la primera delegación compuesta por A Philip Randolph, Walter White (de la National Association for the Advancement of Colored People o NAACP; traducido, Asociación Nacional para el Progreso de las Personas de Color), y T. Arnold Hill (de la National Urban League; traducido, Liga Urbana Nacional), se reunió con el presidente Roosevelt y los miembros de los niveles gubernamentales más altos. La delegación presentó un memorándum exigiendo la integración inmediata de todos los negros en las fuerzas armadas. La respuesta fue un comunicado de la Casa Blanca diciendo, «La política del Departamento de Guerra es de no mezclar personal alistado de color y blanco en las mismas organizaciones de regimiento».
Este tipo de declaraciones públicas pusieron de manifiesto la relativa ineficacia de los medios tradicionales para presionar al gobierno. El 25 de enero de 1941, A. Philip Randolph propuso oficialmente una marcha en Washington por «poner de manifiesto la cuestión».
En los meses siguientes, las secciones del MOWM comenzaron a organizar una marcha masiva programada para el primero de julio de ese año. Las predicciones durante la primavera eran de un número de manifestantes cercano a 100.000.
Apenas una semana antes de la marcha tuvo lugar la «Orden Ejecutiva 8802 de un alarmado presidente Roosevelt donde estableció el primer Fair Employment Practices Committee (FEPC)» (traducido, Comité de Prácticas Aceptables de Empleo). El alcalde de Nueva York Fiorello La Guardia se reunió con los dirigentes del movimiento y les informó de las intenciones del presidente.
Antes de la firma de la orden, el movimiento exigió, además de la creación de la FEPC, que en las industrias de guerra se eliminara la segregación. Roosevelt estuvo de acuerdo y emitió la Orden Ejecutiva 8802. Esto significó una gran victoria para el movimiento, y Randolph decidió cancelar la marcha. El Movimiento de la Marcha sobre Washington continuó como una forma de obligar al FEPC a hacer su trabajo.
El movimiento continuó haciendo manifestaciones durante todo el verano, pero el punto álgido había pasado. La llamada continua del movimiento a favor de la desobediencia civil no violenta alejó algunas organizaciones negras, como la NAACP, que retiró parte de su apoyo al MOWM. A pesar de la creación del movimiento como una herramienta para impulsar una marcha específica en Washington, el MOWM existió hasta 1947, y se organizó con otros grupos para continuar las presiones sobre el gobierno federal.

## Efectos en los medios de comunicación
Aunque los principales medios tuvieron un papel en la percepción del movimiento, fueron los medios de comunicación afroamericanos los que más significativamente retrataron el MOWM. A principios de la primavera de 1941, los periódicos negros mostraron un nivel de escepticismo respecto de los nobles objetivos del movimiento. El Chicago Defender estaba preocupado por si, incluso, «2.000 negros marcharían». Pero el tono cambió cuando se acercaba la fecha de la marcha. En mayo, los diarios negros comenzaron a alimentar las llamas, y el The Amsterdam News publicó como titular de portada: «100.000 en marzo al Capitolio». Si se trataba de una simple táctica, de un farol, o no, esta fue compartida por la prensa negra en su conjunto. The Chicago Defender, después de su escepticismo inicial, «habló de 50.000 preparados para una marcha por el empleo y la justicia».

## La apelación comunista
El MOWM tenía una peculiar relación con las organizaciones comunistas en los EE. UU. Si bien la idea de revuelta del proletariado era atractiva para algunos comunistas, «que constantemente trazaron una línea entre la “marcha por el trabajo” y su “liderazgo belicista”». Randolph utilizó varias tácticas para evitar la afiliación comunista en el Movimiento de la Marcha sobre Washington. Uno de los más eficaces fue restringir la pertenencia a los afroamericanos. Aunque esto no excluye a los comunistas negros, sólo un pequeño porcentaje de los disciplinados miembros del Partido Comunista eran negros.